# Stanislaw Sjoesjkevitsj
Stanislaw Stanislavovitsj Sjoesjkevitsj (Wit-Russisch: Станісла́ў Станісла́вавіч Шушке́віч, Stanisłaŭ Stanisłavavitsj Šuškievič) (Minsk, 15 december 1934 – aldaar, 3 mei 2022), was een Wit-Russisch wis- en natuurkundige, politicus en staatshoofd. 
Als gepromoveerd wetenschapper en hoogleraar was hij lid van de Wit-Russische Academie van Wetenschappen. Hij was de auteur van studieboeken in wis- en natuurkunde, schreef meer dan 150 artikelen en deed 50 uitvindingen. Hij ontving in 1982 een staatsprijs van de Sovjetrepubliek Wit-Rusland voor zijn wetenschappelijk werk.
Hij overleed in mei 2022 op 87-jarige leeftijd aan de gevolgen van een coronabesmetting.

## Politieke loopbaan

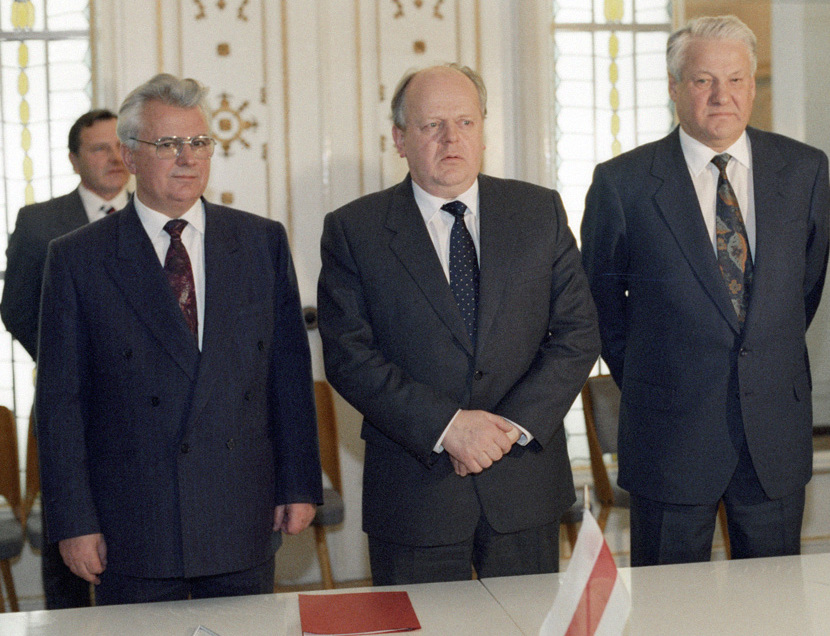
Tussen Kravtsjoek (links) en Jeltsin (rechts) bij de ondertekening van het Akkoord van Białowieża op 8 december 1991

Sjoesjkevitsj was president van Wit-Rusland (de Republiek Belarus) van 1991 tot 1994. Hij was sociaaldemocraat en speelde een belangrijke rol in de verzelfstandiging van zijn land. Als voorzitter van de Wit-Russische Opperste Sovjet (de functie die hij vanaf 25 augustus 1990 bekleedde) ondertekende hij, samen met zijn collega's Boris Jeltsin van Rusland en Leonid Kravtsjoek van Oekraïne, op 8 december 1991 het Akkoord van Białowieża. Daarmee was de Sovjet-Unie opgeheven en was hij vanaf die datum president van Wit-Rusland, dat met andere voormalige Sovjetstaten lid werd van het lossere verband van het Gemenebest van Onafhankelijke Staten.  
Zijn beleid van economisch liberalisme had erbarmelijke resultaten, zodat hij al snel zijn populariteit verloor. Door tegenwerking van de Nationale Vergadering en van premier Vjatsjeslaw Kebitsj kon hij veel voorgenomen hervormingen niet doorvoeren. Eind 1993 werden hij en 70 andere politici en staatsdienaren beschuldigd van corruptie en fraude door Aleksandr Loekasjenko, die op dat moment voorzitter was van de parlementaire anti-corruptie-commissie. Na een motie van wantrouwen moest Sjoesjkevitsj in januari 1994 aftreden. Vjatjseslaw Koeznetsov volgde hem tijdelijk op, later Mjetsjyslaw Hryb.
Sjoesjkevitsj probeerde terug te komen, maar in juni 1994 kreeg hij slechts 9,9% van de stemmen bij de presidentsverkiezingen, die door Loekasjenko werden gewonnen. Deze was zo vergramd op hem, dat hij zich tegen elke inflatieaanpassing van Sjoesjkevitsj' pensioen verzette, zodat dat daalde tot een absoluut laagterecord: ongeveer 1,50 euro per maand. Het wetenschappelijk instituut waar hij werkte werd op last van zijn opvolger opgeheven. Om toch een inkomen te verkrijgen reisde hij de wereld rond en gaf lezingen en gastcolleges aan buitenlandse universiteiten, vooral in Polen, de Verenigde Staten en Aziatische landen. 
Sjoesjkevitsj speelde nog een rol in de oppositiebeweging tegen het steeds autocratischer bewind van president Loekasjenko. Hij was van 1998 tot 2018 voorzitter van de Sociaaldemocratische Partij van Wit-Rusland (Assemblée). In 2004 probeerde hij mee te doen aan de parlementsverkiezingen, maar de kiescommissie wees zijn kandidatuur af. In 2018 ontving hij de Medaille van het 100-jarig Jubileum van de Wit-Russische Democratische Republiek van de "Rada" (de Wit-Russische regering in ballingschap) voor zijn "bijdrage aan de Wit-Russische democratie en onafhankelijkheid".
- Bibliothèque nationale de France: cb16768601c (data)
- CiNii: DA1415106X
- Gemeinsame Normdatei: 11923937X
- International Standard Name Identifier: 0000 0000 8909 105X
- Library of Congress Control Number: nr89004607
- Nationale Bibliotheek van Letland: 000319859
- Nationale Bibliotheek van Tsjechië: js2014836980
- Nationale Bibliotheek van Israël: 987007420319005171
- Nationale Bibliotheek van Polen: a0000001215495
- Nederlandse Thesaurus van Auteursnamen: 128347767
- Système universitaire de documentation: 169261034
- Virtual International Authority File: 62353884
- WorldCat: E39PBJyX4KvRBdFFjg3MrTxxDq